# Ferguson-Gletscher (King George Island)
Der Ferguson-Gletscher (polnisch Lodowiec Fergusona) ist ein kleiner Kargletscher an der Südküste von King George Island im Archipel der Südlichen Shetlandinseln. Er liegt im Süden der Keller-Halbinsel.
Polnische Wissenschaftler benannten ihn 1980 nach dem schottischen Geologen David Ferguson (1857–1936), der von 1913 bis 1914 an Bord des Walfangschiffs Hanka an einer Erkundungsfahrt unter anderem zu den Südlichen Orkneyinseln beteiligt war.